# Koldinghus amt
Koldinghus amt (danska: Koldinghus Amt) var ett amt på den sydöstra delen av halvön Jylland i sydvästra Danmark. Utöver residensstaden Kolding, omfattade det även städerna Fredericia och Vejle.

## Administrativ historik
Koldinghus amt bildades när Danmarks län ersattes av amt 1662 och ersatte då det dåvarande slottslänet Koldinghus län.
Amtet upphörde i samband med amtsreformen 1793 då det, tillsammans med Stjernholms amt, blev en del av det då nybildade Vejle amt. Sedan kommunreformen 2007 tillhör huvuddelen av området Region Syddanmark, medan mindre delar tillhör Region Mittjylland.

## Härader
Koldinghus amt omfattade åtta härader:
- Ansts härad
- Brusks härad
- Elbo Herred
- Holmans härad
- Jerlevs härad
- Nørvangs härad
- Slavs härad
- Tørrilds härad